# Amasijo de porrazos
Amasijo de porrazos es el tercer álbum de estudio del intérprete y compositor de rock sevillano Albertucho.
Editado en abril de 2008 por Warner Music, fue presentado en directo en la edición del mismo año del festival Extremúsika a mediados del mismo mes, y en el que colaboran artistas como Kutxi Romero de Marea, Fernando Madina de Reincidentes o Lichis de La cabra mecánica entre otros.
En el disco, Albertucho busca conseguir un sonido más roquero que en anteriores trabajos y el mismo supone una evolución hacia la madurez musical desde el Que se callen los profetas, ya que como el propio artista afirma "con el tiempo te vas haciendo un poco más hijo de puta".

## Lista de canciones
1. Amasijo de porrazos
2. El Bueno, el feo y el malo
3. La gata
4. Los mastodontes de corazón
5. El nota
6. La silla de plástico
7. Yo me cojo el tren
8. Temblando
9. Ma ma he
10. No hay nada de valor en esta canción
11. Lo venidero
12. Me gustan más los perros que los hombres